# Endurance equestre
L'Endurance (denominato, in italiano, Resistenza) è uno degli sport equestri di maggior diffusione al mondo. Le competizioni consistono in corse di resistenza su percorsi di varia natura ed un chilometraggio che varia dai 30 ai 160 km a seconda delle categorie. I cavalli più indicati per questo sport sono gli Arabi e gli Anglo-arabi (Sardi, Francesi o Spagnoli).

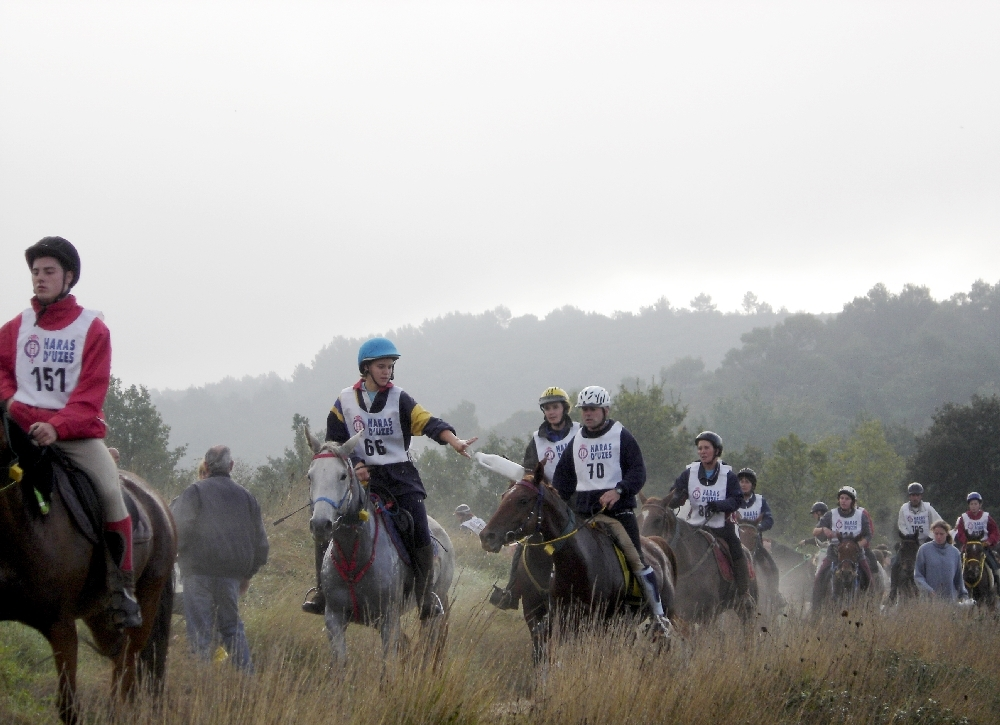
Una gara di Endurance

Una delle peculiarità della disciplina è l'attenzione alla salute del cavallo. Ogni 30–35 km infatti l'animale viene sottoposto ad un'accurata visita veterinaria in cui vengono controllati: battito cardiaco, disidratazione, colore delle mucose, movimenti intestinali, respiro, lesioni e andatura, ovvero i parametri metabolici e meccanici che permettono di valutare se le condizioni del cavallo sono idonee per il prosieguo della competizione. Qualora uno o più di questi fosse fuori norma, il cavallo verrebbe squalificato.

## Storia
L'endurance equestre fonda le sue radici nelle marce di resistenza organizzate all'inizio del secolo scorso in Europa, in cui gli ufficiali di Cavalleria delle principali nazioni europee, mettevano alla prova i loro migliori soggetti in massacranti percorsi di diverse centinaia di chilometri.
Le prime prove di Endurance moderno vennero invece disputate a partire dal 1954 in California (Stati Uniti d'America), lungo la Western States Trail, cioè un percorso che ricalcava quello usato tra il 1860 ed il 1861 dai "pony-express". Questo è percorso della più importante competizione di Endurance al mondo chiamata Tevis Cup, i primi ed unici italiani ad aver preso parte a questa dura competizione sono Gaetano Ambrosio, Rocco Morabito, Pasquale Capasso e Pietro Moneta nel lontano 1987 e solo tre di questi quattro cavalieri (Ambrosio, Morabito e Moneta) portarono brillantemente a termine la dura e sacrificata competizione. Ben presto queste competizioni si diffusero anche in Europa ed in particolare in Francia e Spagna.
Nell'86 venne disputato, vicino a Roma, il primo campionato mondiale, vinto dall'amazzone statunitense Sandy Shuler. 
Nel 1993, invece, per la prima volta, un binomio tutto italiano (Gaetano Ambrosio-Hassan 3g) in Svizzera al Guglielmo Tell si aggiudicò una competizione di 160 km all'estero. L'Italia è una delle nazioni più presenti nel medagliere internazionale per opera soprattutto di Fausto Fiorucci che in sella al suo purosangue arabo Faris Jabar è l'atleta più medagliato dell'endurance italiano ed il binomio Fausto Fiorucci/Faris Jabar è il binomio più medagliato a livello mondiale. Inoltre l'italia è una delle Nazioni più presenti nella storia di questo sport per opera soprattutto del cavaliere campano Gaetano Ambrosio che in sella ai suoi cavalli (Hassan 3G, Piccolo Shitan, Hassan The King etc) è stato il cavaliere italiano in assoluto più presente e vincente in campo internazionale. Come infatti, nel 2007 il campione Fausto Fiorucci istituì il prestigioso premio Faris Jabar (un riconoscimento al merito per sportivi leali, grintosi e coraggiosi), la prima edizione fu assegnata proprio al cavaliere campano Gaetano Ambrosio seguito l'anno successivo dal cavaliere francese Jack Begaud seguito dal grande campione Alex Zanardi.
Con l'interessamento, verso la fine degli anni novanta, di alcuni sceicchi arabi, ed in particolare delle famiglie Al-Maktoum ed Al-Nahjan, cioè le Famiglie Reali dell'Emirato del Dubai e di quello di Abu Dhabi, questo sport vide una notevole quanto improvvisa crescita. Italia Endurance ASD, nata nel 1998, è referente esclusiva per l'Italia del Dubai Equestrian Club (DEC) e prepara i migliori cavalli italiani da endurance, in sella ai quali i cavalieri degli Emirati Arabi Uniti ed i membri della Famiglia Reale hanno conquistato risultati rilevanti.
In Italia, Gubbio Endurance dal 1994 e l'evento format Endurance Lifestyle dal 2007 sono tra gli appuntamenti di rilievo a livello internazionale di endurance sotto l'egida organizzativa del pluricampione Fausto Fiorucci per Gubbio Endurance e di Gianluca Laliscia, Medaglia d'Oro a Squadre ai Campionati del Mondo 2005 a Dubai per Endurance Lifestyle.